# Papamosques cellablanc africà
|  | Per a altres significats sobre l'altre ocell del gènere Ficedula, vegeu «Papamosques cellablanc oriental». |

El papamosques cellablanc africà (Fraseria cinerascens) és una espècie d'ocell de la família dels muscicàpids (Muscicapidae). pròpia de l'Àfrica occidental i central. Habita els boscos humits tropicals. El seu estat de conservació es considera de risc mínim.